# Ostracion rhinorhynchos
Az Ostracion rhinorhynchos a csontos halak (Osteichthyes) főosztályának sugarasúszójú halak (Actinopterygii) osztályába, ezen belül a gömbhalalakúak (Tetraodontiformes) rendjébe és a bőröndhalfélék (Ostraciidae) családjába tartozó faj.

## Előfordulása
Az Ostracion rhinorhynchos elterjedési területe az Indiai-óceán és a Csendes-óceán nyugati része. Előfordulását északon Dél-Japán határolja, délen Észak-Ausztrália.

## Megjelenése
Ez a halfaj legfeljebb 35 centiméter hosszú. Pofájának elülső részén egy nagy kinővés található.

## Életmódja
Az Ostracion rhinorhynchos tengeri halfaj, amely a kavicsos és homokos korallzátonyokat kedveli. 35-50 méteres mélységben tartózkodik. Nem közönséges hal. Tápláléka tengerfenéken élő gerinctelenek.

## Felhasználása
Ezt a halfajt, nem halásszák. Néha az akváriumoknak gyűjtik.
Mérgező halfaj!